# Сергій Іванович іде на пенсію
«Сергій Іванович іде на пенсію» (рос. «Сергей Иванович уходит на пенсию») — радянський художній фільм 1980 року, режисера Соломона Шустера.

## Сюжет
Бухгалтер Сергій Іванович, пішовши на пенсію, їде до сина в Москву, щоб не заважати особистому щастю дочки. Посварившись з невісткою, Сергій Іванович їде до Ленінграда до іншого сина. Але і тут він відчуває себе зайвим і тужить за дочкою та онукою.

## У ролях
- Борис Андреєв — Сергій Іванович
- Аліса Фрейндліх — дочка Сергія Івановича
- Олег Жаков — фронтовик
- Олексій Герман — Микола Дмитрович, «обмінник» по житлу з Москви
- Георгій Бурков — Віктор, син Сергія Івановича
- Анатолій Солоніцин — Володимир Васильович
- Жанна Болотова — Олена, невістка
- Зінаїда Шарко — Ксенія
- Ельза Радзиня — Ірина Аркадіївна
- Ернст Романов — Ігор, чоловік дочки, зять Сергія Івановича
- Олексій Сластьонов — Валера, онук
- Катерина Іванова — Лариса, онука
- Геннадій Богачов — Павло, син Ірини Аркадіївни
- Валентина Савельєва — епізод
- Людмила Гайликовська — «вахтерка» в будинку Віктора
- Марія Бєлкіна — епізод

## Знімальна група
- Режисер:  Соломон Шустер
- Сценарист: Микола Ніколаєв
- Оператор: Олександр Чечулін
- Композитор:  Борис Тищенко
- Асистент режисера:  Юрій Мамін
- Художник-декоратор:  Віктор Іванов
- Звукооператор:  Борис Андреєв